# Georg Böhning

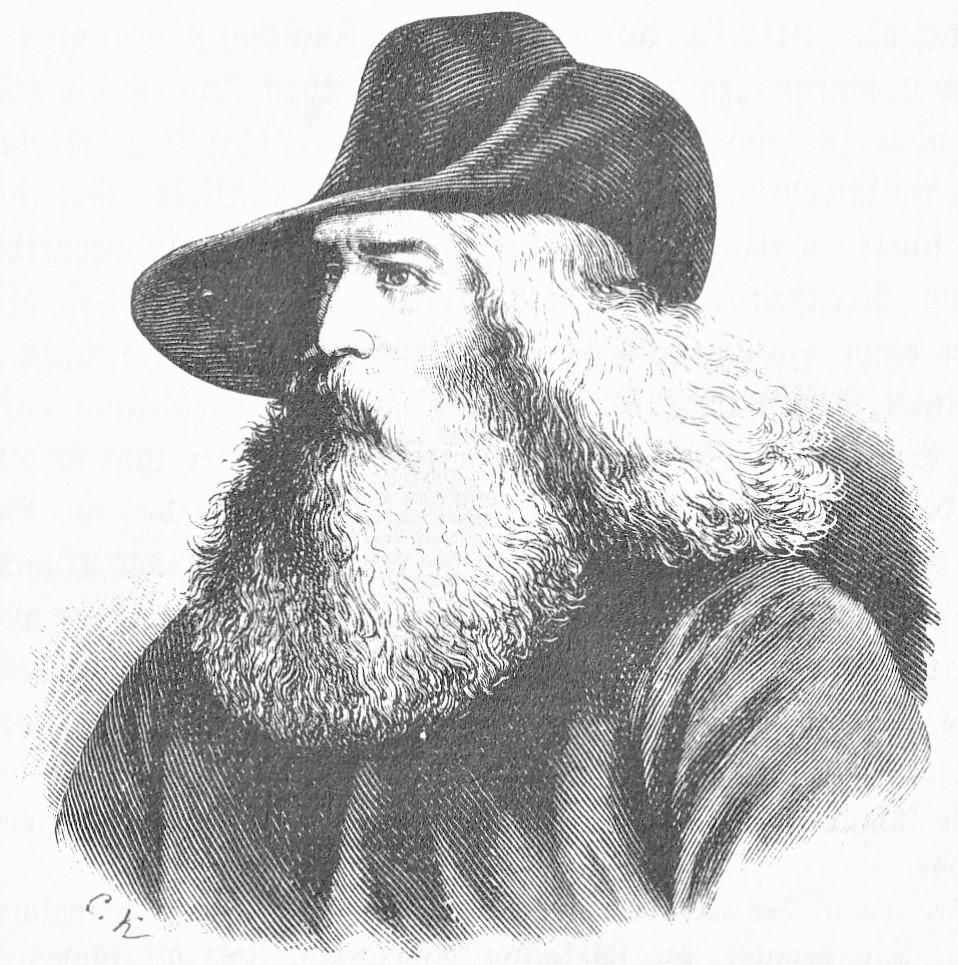
Georg Böhning

Georg Böhning, vielfach auch: Böning (* 7. Januar 1788 in Wiesbaden; † 17. August 1849 in Rastatt) war ein deutscher Uhrmacher und Protagonist der Revolution von 1848/49. Im zeitgenössischen Schrifttum erscheint Böhning überwiegend in der Schreibweise „Böning“, oft als „der alte Böning“.

## Leben
Der 1788 geborene Böhning lernte zunächst das Uhrmacherhandwerk, kam jedoch wie viele Handwerker in der Zeit des Niedergangs des Feudalismus bald in Kontakt mit politischen Ideen. Er geriet dadurch in Konflikt mit dem Gesetz und wurde im Jahr 1841 vor dem Hofgericht Usingen angeklagt, Böhning wurde jedoch freigesprochen. 
Als 1848 die europäische Revolutionsbewegung auch in Deutschland ausbrach, jedoch bald ins Stocken geriet, bildeten sich insbesondere im Rahmen der Reichsverfassungskampagne von 1849 Volkswehren zur Verteidigung der bedrohten Revolution, darunter schon 1848 die Bürgerwehr von Wiesbaden, wo ihr Kommandant Böhning auch den ersten Arbeiterverein der Stadt mitbegründete. In diese Spätphase der Revolution fällt auch der Badische Aufstand, in dem Georg Böhning sich beteiligte. Johann Philipp Becker initiierte damals neben der regulären badischen Volkswehr auch eine sogenannte „Deutsche Legion in der Schweiz“, die wegen des starken Zulaufs durch flüchtige Demokraten aus anderen deutschen Staaten aber bald die „Flüchtlingslegion“ genannt wurde. Befehligt wurde sie von dem damals bereits 60-jährigen Georg Böhning.
Die revolutionären Truppen wurden jedoch überwältigt, und wegen seiner Beteiligung an diesen Kämpfen wurde Böhning 1849 in Rastatt standrechtlich erschossen.